# یواس‌اس واکولا (ای‌اوجی-۴۴)
یواس‌اس واکولا (ای‌اوجی-۴۴) (به انگلیسی: USS Wakulla (AOG-44)) یک کشتی بود که طول آن 220 ft 6 in بود. این کشتی در سال ۱۹۴۴ ساخته شد.